# Hangö ortodoxa kyrka
Hangö ortodoxa kyrka (finska: Hangon ortodoksinen kirkko) är en kyrkobyggnad i Hangö stad i det finländska landskapet Nyland. Kyrkan ägs av Helsingfors ortodoxa församling.

## Historia och arkitektur
År 1895 byggdes Hangö ortodoxa kyrka i staden för ryska badgäster. Kyrkan ritades av arkitekt Barankejev och största delen av kyrkans ikoner och inventarier har donerats av badgästerna. Under den ryska ockupationen 1940–1941 fungerade kyrkan som klubbrum, men besparades från större skador. På 1960-talet renoverades kyrkan av Ina och Tito Colliander och med pastor Repo med sin hustru. Ina Colliander utförde då glasmosaikerna som finns i tornet till kyrkans kupoler.